# أربعون عصيا (فلم)
أربعون عصيا (بالإنجليزية: 40 Sticks)، هو فيلم إثارة كيني صدر سنة 2020 أنتجته شركة سينس بلاي الكينية وأخرجه فيكتور غاتوني. عُرض الفيلم لأول مرة على نتفليكس في 20 نوفمبر 2020، وذلك في مناطق أفريقيا والولايات المتحدة والمملكة المتحدة وكندا ونيوزيلندا وأستراليا.

## القصة
تدور أحداث الفيلم حول قصة مجموعة من السجناء المحكوم عليهم بالإعدام الذين حوصروا داخل حافلة لنقل السجناء تحطمت بهم في الطريق، وكفاحهم من أجل البقاء، خصوصا وأن منطقة الحادث توجد بها حيوانات برية.

## طاقم التمثيل
- روبرت أجينغو.
- مورا بلال.
- كاجيتان بوي.
- أندريو كامو.
- أرابرون نينيك.
- شيفسكي شيفيسكي.
- كزافييه يوايا.

## الإنتاج
أنتجت الفيلم شركة كينية تحمل اسم سينس بلاي (بالإنجليزية: SensePlay) بالشراكة مع شركات (بالإنجليزية: Film Studios Kenya) و(بالإنجليزية: Bingi Media) و(بالإنجليزية: Ogopa Inc). صُور الفيلم في 5 مواقع تصوير في العاصمة الكينية نيروبي، خلال مُدة زمنية استمرت 16 يومًا خلال شهر فبراير 2019.

## روابط خارجية
- مقالات تستعمل روابط فنية بلا صلة مع ويكي بيانات